# إيرفين هيريرا
إيرفين هيريرا (بالإسبانية: Irvin Herrera)‏ هو لاعب كرة قدم سلفادوري، ولد في 30 أغسطس 1991 في San Julián, El Salvador ‏ في السلفادور. شارك مع منتخب السلفادور لكرة القدم. أما مع النوادي، فقد لعب مع نادي سانت لويس.

## وصلات خارجية
- إيرفين هيريرا على موقع قاعدة بيانات كرة القدم.إي يو (الإنجليزية)
- إيرفين هيريرا على موقع ناشيونال فوتبول تيمز (الإنجليزية)
- إيرفين هيريرا على موقع Soccerway.com (الإنجليزية)
- إيرفين هيريرا على موقع عالم كرة القدم.نت (الإنجليزية)